# SRE-M

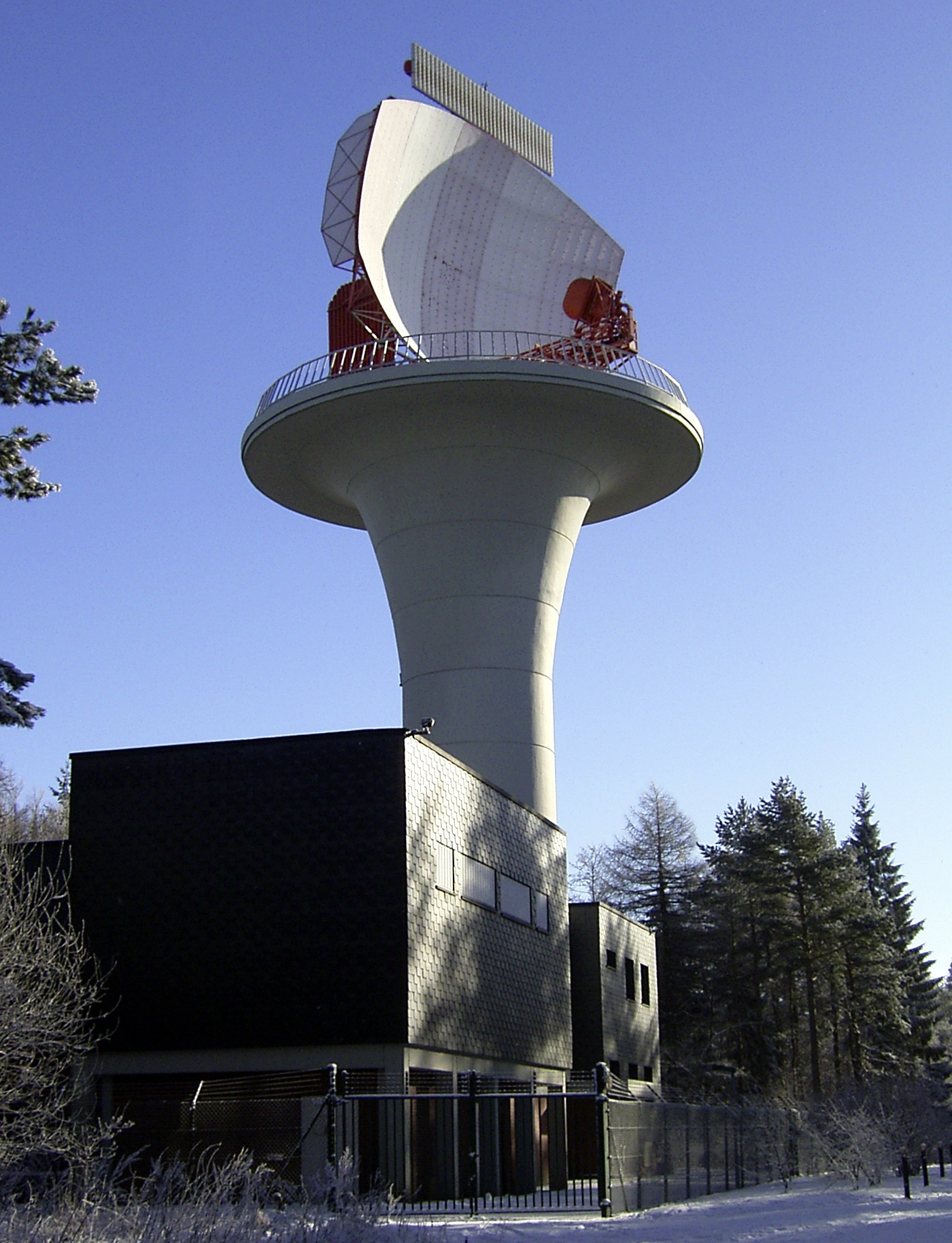
SREM-Anlage (PSR/MSSR) auf dem Deister

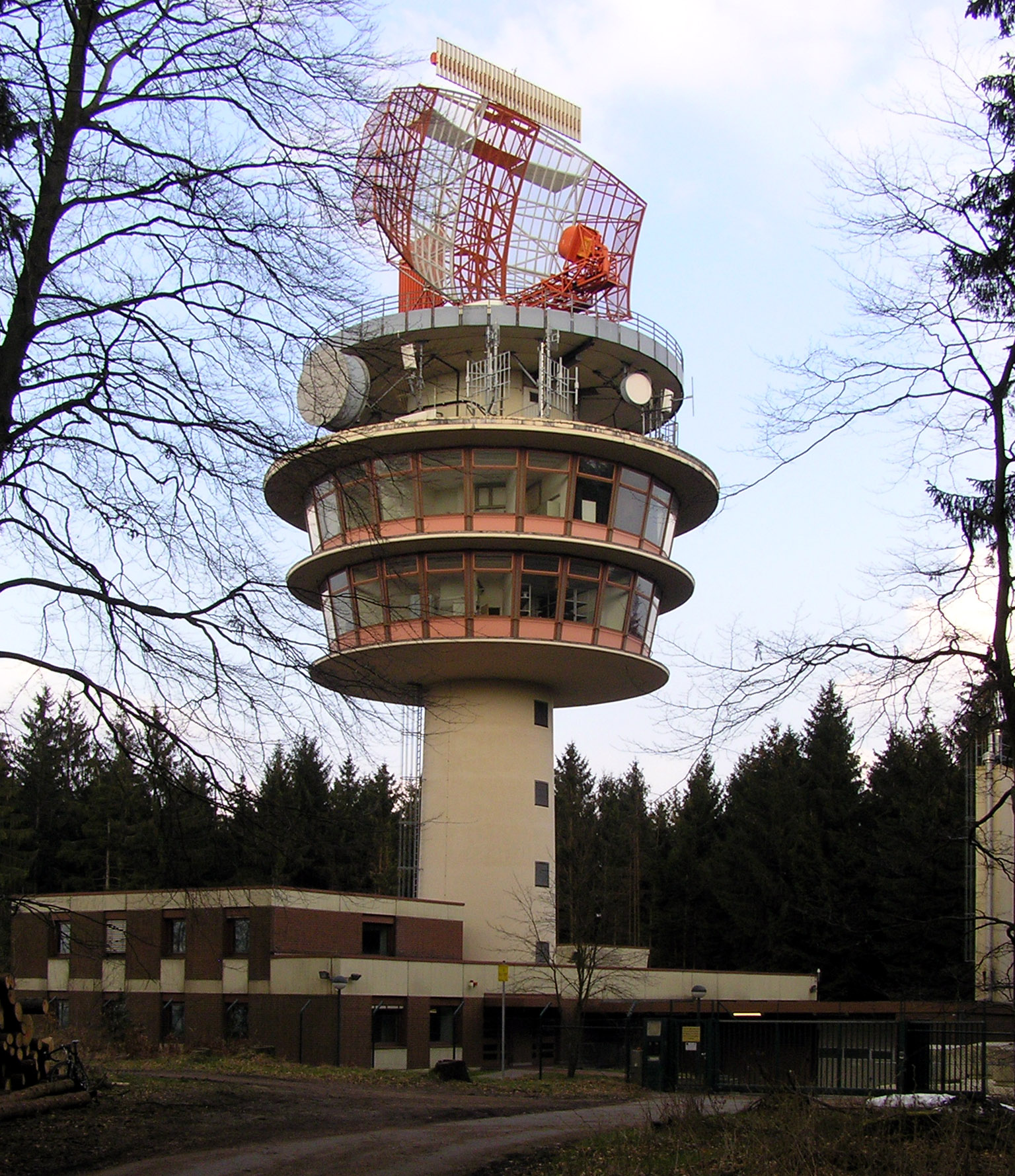
SREM-Anlage (PSR/MSSR) auf der Neunkircher Höhe

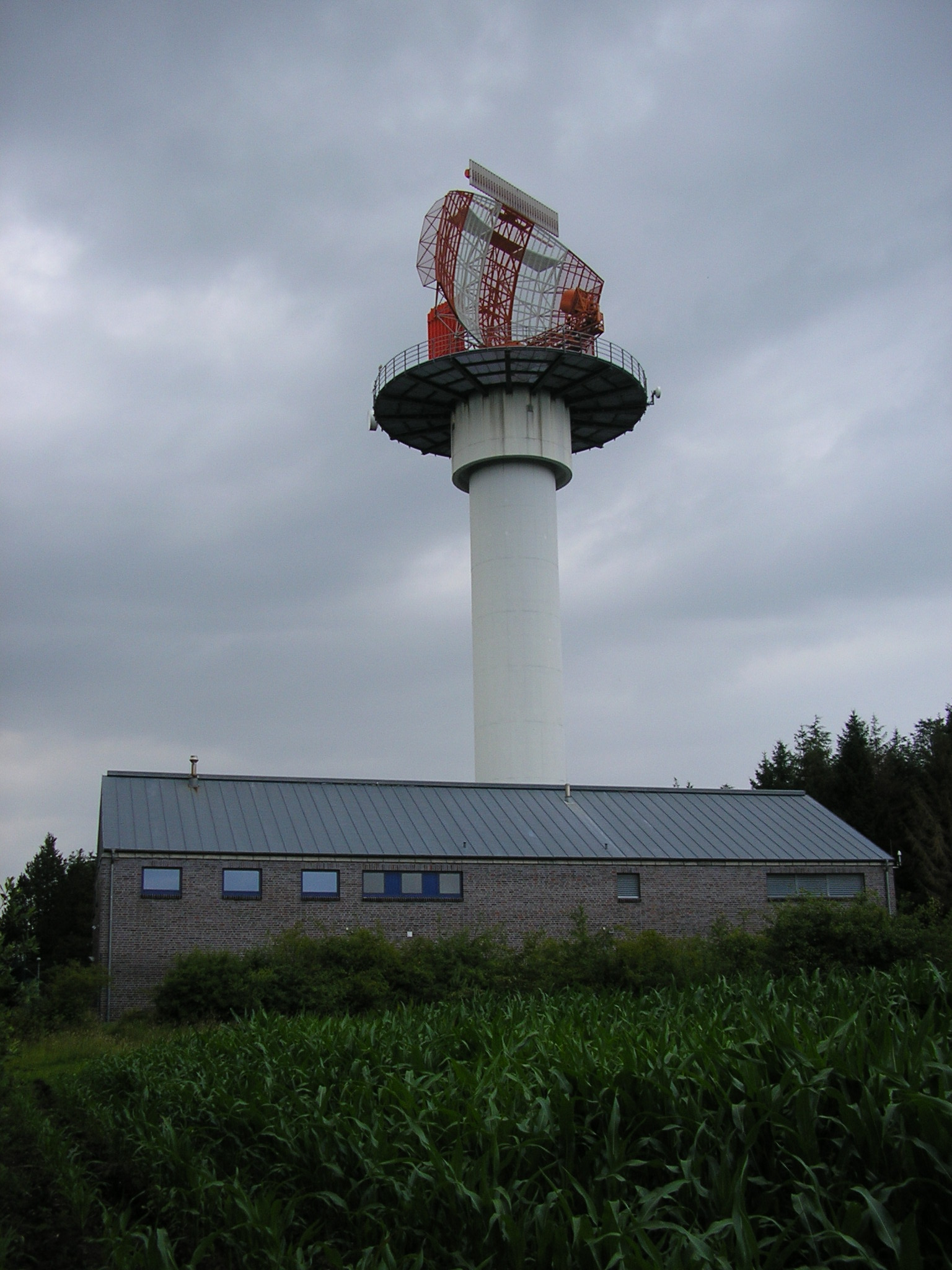
SREM-M6 Anlage (PSR/MSSR) bei Nordholz

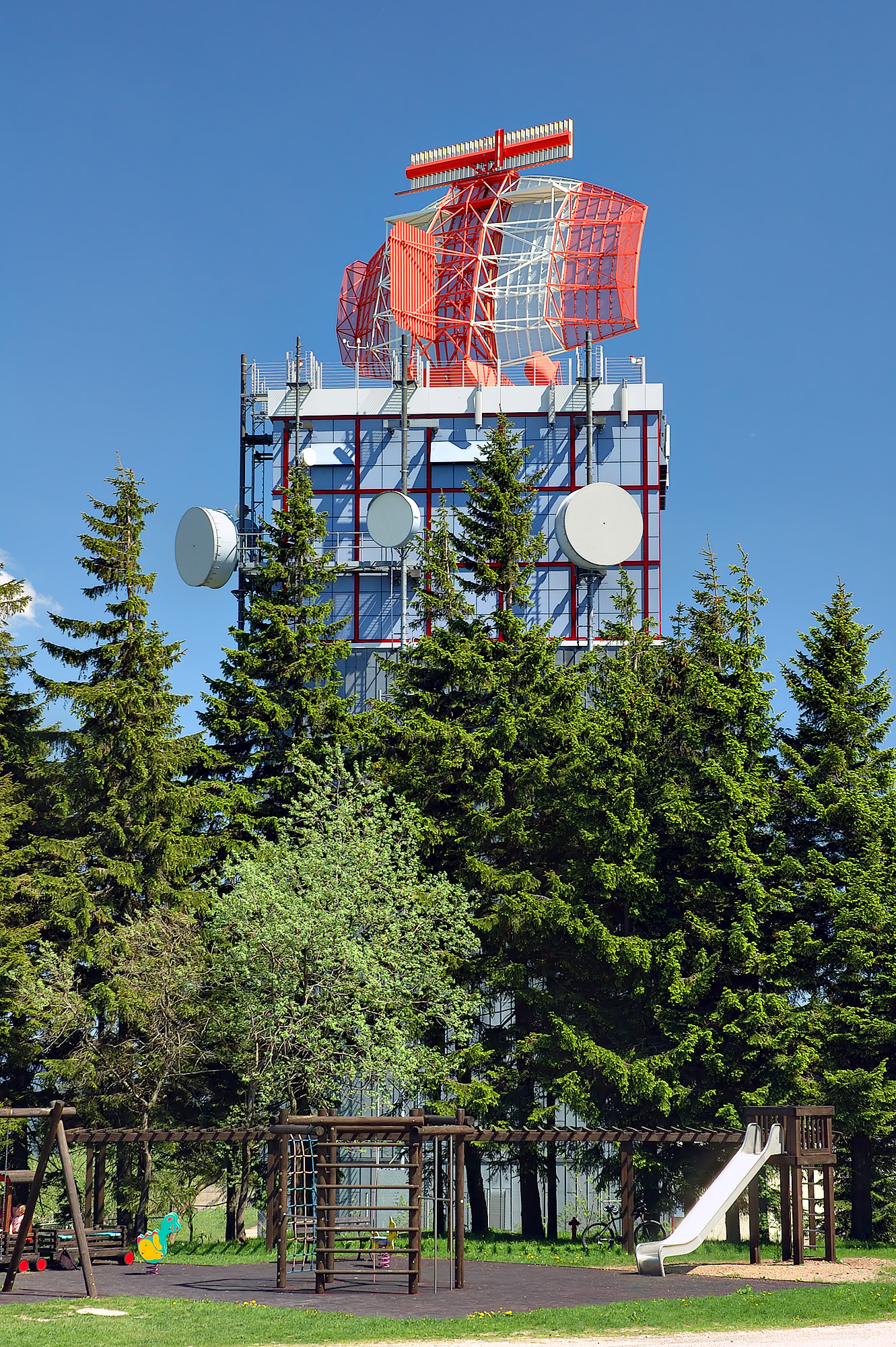
SREM-Anlage (PSR/MSSR) auf dem Auersberg

Das SRE-M-Radar (SREM: Surveillance Radar Equipment Medium-range) ist ein im L-Band arbeitendes Flugsicherungsradar mit mittlerer Reichweite. Es hat Erfassungsreichweiten von Luftfahrzeugen von bis zu 200 NM (370,4 km). Es fällt deshalb in die Kategorie Mittelbereichs-Radaranlagen (engl. En-route-Radar). Solche Radare dienen der Streckenverkehrskontrolle (engl. En-Route air traffic control) und überwachen den Flugverkehr außerhalb der besonderen Flugplatzbereiche.
Die Reichweite ist abhängig von der definierten minimal zu erfassenden Zielgröße, dem Radarquerschnitt oder Rückstrahlquerschnitt (engl. Radar Cross Section, RCS). Ferner wirkt sich aus, ob die Anlage linear oder zirkular polarisiert mit nur einer Frequenz oder im Frequenz-Diversity mit zwei Frequenzen betrieben wird. Im Frequenz-Diversity-Betrieb beträgt die Reichweite bei einer RCS von 8 m² bis zu 300 NM (556 km) im Frequenz-Diversity-Betrieb, d.H. Nutzung beider Betriebskanäle. S.53
Die SRE-M-Radare können auch als Airport Surveillance Radar (ASR) zur Kontrolle von An- und Abflug, sowie anderer Flugbewegungen rund um einen Flugplatz genutzt werden. Dies erfordert jedoch die Anpassungen der technischen Parameter, z. B. Erhöhung der Puls-Wiederholrate (engl. Pulse Repetition Frequency, PRF) und Antennendrehzahl, da sonst die für ASR üblicherweise geforderte Zielerneuerungsrate und Entfernungsauflösung nicht erreicht wird. Zur Nutzung ist eine Vergrößerung der Staffelungsabstände der Flugverkehrskontrolle zwischen Luftfahrzeugen notwendig was die Luftraum-Kapazität für Flugverkehr gegenüber der Nutzung einer ASR reduziert. Daher wird bei Nutzung einer solchen Anlage als ASR die Erfassungsreichweite reduziert und die PRF erhöht. Die Puls-Spitzen-Senderausgangsleistung liegt bei kurzen Pulsen mit um die 1 µs Pulse-Breite bei bis zu 2,5 MW, S.53 und der Antennengewinn beträgt im oberen und unteren Antennendiagramm um 36 dBi.
Die Primär-Radar-Komponente von SRE-M-Anlagen (engl. Primary Surveillance Radar, PSR) sind meist gepaart mit einer Sekundärradar-Komponente (engl. Secondary Surveillance Radar, SSR) z. B. des Typs SRT 4 S.53. Hierdurch können zusätzliche Daten über den Data-Link zwischen dem SSR-Interrogator (Abfrager) und SSR-Transponder in Luftfahrzeugen übertragen werden. In Deutschland werden von der zivilen Flugsicherung nur Kombinationen aus einem PSR- und einem SSR-Abfrager betrieben. Durch Abfragen und Antworten der Transponder liefern SSR-Sensoren zusätzlich zum Azimut und der Entfernung des Luftfahrzeuges bezogen auf die PSR-/SSR-Anlage, z. B. auch Kennungen oder die barometrischen Höhen der Luftfahrzeuge. Nach Ersatz durch Mode S-fähige SSR-Interrogatoren kann auch eine selektive Abfrage der Luftfahrzeuge mit Mode S-fähigen Transpondern unter Nutzung der eindeutigen den Luftfahrzeugen zugeteilten 24-Bit-Adresse erfolgen, sowie weitere Daten abgefragt werden.

## Geschichte
Die Geschichte der SRE-M-Radarfamilie begann Anfang der 1950er Jahre, als die Bundesanstalt für Flugsicherung (ab 1993: Deutsche Flugsicherung GmbH) für die Überwachung des Zivilluftverkehrs GCA-Anlagen der US-Firma Bendix Corporation beschaffen wollte. Diese Rundsuchanlagen (Airport Surveillance Radar) ASR-3 im S-Band bei 10 cm Wellenlänge in Verbindung mit dem Präzisionsanflugradar PAR-2 wurden mit einer Bendix-Lizenz von der Telefunken GmbH (Ulm) hergestellt.
Für die Überwachung außerhalb der Flughafenbereiche (En-route-Radar) wurden 1958 bis 1960 die Installation und in Betriebnahme der Telefunken-Eigenentwicklung an den Standorten Hannover/Deister, Neunkircher Höhe und München Gronsdorf des Typs GRS (Groß-Rund-Suchradar). Der PSR-Reflektor der GSR war eine Eigenentwicklung, 7 × 14,5 m groß und wog 30 Tonnen S.35 mit einer Reichweite von 120 NM (Nautischen Meilen gleich 220 km) und einer Höhenerfassung von 14 km, die im L-Band bei 23 cm Wellenlänge arbeiteten, jedoch zu Anfang noch ohne den später nachgerüsteten SSR-Interrogator.
Die Entwicklung des Nachfolgers SRE-LL. Die Buchstaben „LL“ symbolisieren zwei, zur Verdoppelung der Zielerneuerungsrate bei gleicher Drehzahl, diametral angeordnete Parabolantennen im L-Band. Die Entwicklung dieses Gerätetyps begann bei der Firma Telefunken in den Jahren 1968/69. Der Prototyp wurde 1972 in Bremen installiert. Die fünf Serienanlagen wurden 1970 bis 1977 an den Standorten Bostedt (bei Hamburg), Gosheim (bei Stuttgart), Lüdenscheid, Mittersberg (bei Nürnberg), Pfälzer Wald (bei Kaiserslautern) installiert und in Betrieb genommenS.41und waren bis Mitte der 1990er Jahre in Betrieb.
Die betriebliche Anforderungen für die SRE-LL war eine Reichweite von 150 NM (278 km)  bis zu einer Flughöhe von 60.000 ft (18.288 m)  bei einem Radarquerschnitt des Ziels (engl. Radar Cross Section, RCS) von 1,5 m² und 90 Prozent Entdeckungswahrscheinlichkeit (Probability of Detection, Pd) und eine Zielerneuerungsrate von bis zu 15 mal pro Minute. Alle SRE-LL-Anlagen bestehen aus um 180° versetzten Parabolspiegel für das Primärradar (engl. Primary Surveillance Radar, PSR) (14,5 breit und 9 m hoch) und Balkenantennen für das Sekundärradar (engl. Secondary Surveillance Radar, SSR), die oberhalb der beiden Primärspiegel montiert waren. Jede PSR-Antenne besaß einen Sende-Empfänger und jede SSR-Balkenantenne einen SSR-Interrogator. Dadurch wurde eine Zielerneuerungsrate von bis zu 15 mal pro Minute bei gleichbleibender Drehzahl erreicht, die zwischen 2 und 7,5 RPM einstellbar war. Bei Nutzung nur einer einzelnen Antenne wäre hierzu eine Verdopplung der Umdrehungszahl notwendig, was aber zu anderen Einschränkungen in der Reichweite führen würde. Die Primärradar-Antennen hatten jeweils zwei Erreger-Antennen (engl. Feeder), was zwei Strahlungsdiagramme ermöglichte. Der Antennengewinn der Primärradar-Antennen lag, je nach Antennen-Diagramm, zwischen 35 dB und 38 dB, wobei das untere Diagramm eine Keulen-Diagramm und das obere als Cosecans²- Diagramm besaß. Jeder der beiden PSR-Sensoren einer SRE-LL nutzten einen Magnetron-Sender die jeweils bis zu 5 MW Puls-Spitzen Senderausgangsleistungen erzeugen konnten.
Von 1975 bis 1978 wurde bei Telefunken das erste SRE-M5 genannte kohärente Radar mit einem Klystron als Senderendstufe entwickelt, nutze jedoch wie die GRS zuvor nur einen PSR-Parabolspiegel. Die SRE-M erlaubte im Frequenz-Diversity-Betrieb eine Erfassung von Zielen mit einem RCS von 8 m² in bis zu 300 NM (556 km). S.53 und eine Höhenerfassung von 25 km. Die Technik wurde erfolgreich in viele Länder verkauft (u. a. Großbritannien, Belgien, Österreich, Kuwait, Libyen) und später als SRE-M6 mit einem Modulator auf Halbleiterbasis versehen.
Stand der Technik ist die Paarung einer SRE-M mit einem Sekundärradar-Sensor (SSR), da hierzu zusätzliche Daten über den Data-Link zwischen SSR-Interrogator (Abfrager) und SSR-Transponder in Luftfahrzeugen erfasst werden können. In Deutschland werden von der zivilen und militärischen Flugsicherung nur Kombinationen aus einem PSR- und einem SSR-Abfrager betrieben. Durch Abfragen und Antworten der Transponder liefern SSR-Sensoren zusätzlich zum Azimutwinkel und der Entfernung des Luftfahrzeuges bezogen auf die PSR-/SSR-Anlage, z. B. auch die Kennung oder die barometrischen Höhe der Luftfahrzeuge. Nach Ersatz durch Mode S-fähige MSSR Interrogatoren kann auch eine selektive Abfrage der Luftfahrzeuge mit Mode-S-fähigen Transpondern unter Nutzung der eindeutigen den Luftfahrzeugen zugeteilten 24-Bit-Adresse erfolgen, sowie weitere Daten abgefragt werden. Wie auch ASR-, GRS-, und SRE-LL-Radar-Sensoren wurde auch die SRE-M zwischen 1971 und 1977 bei der deutschen Flugsicherung mit Digitalen Ziel Extraktoren (DZE) des Typs TR-86 von Telefunken ausgerüstet. Die Entwicklung von Radaren für die Flugsicherung wurde bei Telefunken 1984 eingestellt. Nach der Jahrtausendwende namen Nachfolgefirmen von Telefunken wie Cassidian, Airbus Defence, Hensoldt die Entwicklung von Flugsicherungsradaren wieder auf.
In der folgenden Modernisierung Anfang der 1990er Jahre wurde das klassische MTI-System durch einen Moving Target Detection (MTD)-Doppler-Processor ersetzt. Dieses neue System erhielt in der Folge den Namen SRE-M7. Schließlich folgte das SRE-M8, welches zusätzlich noch einen Sender in Halbleitertechnologie und ein digitales Pulskompressionsfilter erhielt.

## PSR-Sensor-Teil
Die SRE-M5 ist ein kohärentes Radarsystem mit zwei Klystron Verstärkern als Senderendstufe für den Frequenz-Diversity-Betrieb auf zwei um die 90 MHz versetzten Frequenzen. Im Frequenz-Diversity-Betrieb ist eine Erfassung von Zielen in bis zu 300 NM (556 km) bei einem RCS der Ziele von 8 m² möglich. S.53 Die Parabolantenne wird zur Erzeugungen von zwei Antennendiagrammen verwendet, wodurch ein unteres keulenförmiges und ein oberes Cosec²-förmiges Antennendiagramm erzeugt wird. Dieses „Doppelbeam“ genannte Antennensystem erlaubt die Clutter-Anpassung, d. h. es erlaubt jedem SREM-5 Sensor eine individuelle azimut- und entfernungsabhängige Anpassung des unteren Antennendiagramms zur Reduzierung von Clutter (Reflexionen von Erdboden). S.53 Zur Erzeugung eines unteren und eines oberen Antennendiagramms wird der Parabolreflektor über zwei übereinander angeordnete Hornstrahler eingespeist.
Ein rechteckiges Windleitblech hinter dem Parabolreflektor sorgt für eine gleichmäßigere Belastung der beiden Antriebsmotoren bei starkem Wind. Eine wichtige Eigenschaft von Mittelbereichs-Radaranlagen ist die Redundanz der meisten Systeme, außer der Antenne und Hohlleiter-Drehkupplung, um bei einem technischen Ausfall oder Defekt einen unterbrechungsfreien Betrieb zu ermöglichen.
Neuere SRE-M-Empfänger besitzen i.d. Regel eine (weitestgehend) digitale Signal-Verarbeitung, sowie einen DZE und Weiterleitung der extrahierten PSR- und SSR-Daten über ein digitales Radar-Netzwerk an eine oder mehrere Flugverkehrskontrollzentralen (Area Control Centres).
Zusätzlich können die SRE-M-PSR-Sensoren auch optional mit einem zusätzlichen PSR-Empfänger ausgerüstet sein, der ausschließlich zur Generierung von Wetter-Informationen aus den Echos von Wassertropfen im Erfassungsbereich der SRE-M-Anlage dient.

## Technische Daten
| Technische Daten SRE-M | Technische Daten SRE-M |
| ---------------------- | ---------------------- |
| Frequenzbereich        | 1250–1350 MHz          |
| Pulswiederholzeit      |                        |
| Pulswiederholfrequenz  | 310 und 480 Hz         |
| Sendezeit (PW)         | 2 µs                   |
| Empfangszeit           |                        |
| Totzeit                |                        |
| Pulsleistung           | > 2,5 MW               |
| Durchschnittsleistung  |                        |
| angezeigte Entfernung  | 220 NM (400 km)        |
| Entfernungsauflösung   | 1000 m                 |
| Öffnungswinkel         | 1,1°                   |
| Trefferzahl            |                        |
| Antennenumlaufzeit     | 11,62 bis 11,80 s      |

## SSR-Sensor-Teil
Die meisten kombinierten PSR- und SSR-Anlagen nutzen ein separates SSR-Antennen-Array oberhalb des PSR-Reflektors. Die SSR-Antennenarrays bestanden dabei zuerst aus einzelnen Antennen oder Hornstrahlern die bezogen auf die horizontale Ebene ein symmetrisches Antennen Diagramm aufweisen (auch Hog Trough Antenne) was aber zu störenden Abfragen durch Bodenreflektionen führt. Bei Telefunken wurden für die SRT-4 Hog-Trough- oder Balken-Antennen Arrays, z. B. bestehend aus einem horizontalen Array von LPD-Antennen, die jeweils aus einer zweiseitigen Leiterplatte bestand, aus der die Antennenelemente herausgeätzt wurden und zusätzlich wurde die Leiterplatte um die Antenne ausgefräst. Alle LPD-Antennen eines Arrays waren unter einem Radom vor Wettereinwirkungen geschützt.
Zur Reduzierung von Bodenreflektionen wurden bei einigen S-Band-ASR-Anlagen die Parabolantenne der PSR-Anlage, die ein und Cosecans²-förmiges Antennendiagramm hat, als Reflektor mitgenutzt, da dies aufgrund der benötigten Minimierung von Primärradar-Clutter nur vorwiegend oberhalb der horizontalen Ebene abstrahlt und dadurch auch zur Minimierung von Abfragen durch Bodenreflektionen führt.  Anders als bei ASR wurde dies Option aber nicht bei Radaren im L-Band genutzt. Stand der Technik ist stattdessen die Nutzung von vielen Large Vertical Array (LVA), die jeweils aus vertikal übereinander angeordneten und durch Amplituden- und Phasen-Ansteuerung auch vorwiegend nur oberhalb der horizontalen Ebene abstrahlen.
Mit Ersatz der Mode AC-SSR-Interrogatoren durch Mode S-fähige SSR-Interrogatoren folgte auch der Ersatz von Hotrough-  oder Balken-Antennen-Arrays, durch LVA-Antennen-Arrays, und Modifizierung zu Monopulse fähiger Verarbeitung durch den SSR-Sensor (MSSR, engl. Monopulse Secondary Surveilance-Radar), auch wenn das Monopulse Verfahren auch bei „Hog Trough“-Antennen-Arrays genutzt werden kann. MSSR-Sensoren erreichen gegenüber den zuvor verwendeten Sliding-Window-Detektoren eine Azimut-Genauigkeit die nahezu gleich mit einem PSR-Sensor ist. Bei MSSR-fähigen Sensoren reicht eine Abfrage und Antwort eines Zieles zur Bestimmung des Azimut aus, im Gegensatz zu den zuvor genutzten Sliding-Window-Detektoren, die circa 10 oder mehr Abfragen benötigten.
Neuere SSR-Interrogatoren besitzen in der Regel eine (weitestgehend) digitale Signal-Verarbeitung, sowie einen DZE und Weiterleitung der Daten über ein digitales Radar-Netzwerk an die Flugverkehrskontrollzentralen (Area Control Centres).

## SRE-M-Standorte in Deutschland
Nach DFS-Broschüre vom Mai 1999 sind aktuell im Bundesgebiet sechs kombinierte PSR/MSSR Sensoren in Betrieb:
 (MSSR: Monopulse Secondary Surveillance Radar)
- PSR/MSSR Nordholz
- PSR/MSSR Schmooksberg
- PSR/MSSR Deister
- PSR/MSSR Auersberg
- PSR/MSSR Neunkircher Höhe
- PSR/MSSR Großhaager Forst (westlich Maitenbeth)